# 204852 Frankfurt
204852 Frankfurt este un asteroid din centura principală de asteroizi.

## Descriere
204852 Frankfurt este un asteroid din centura principală de asteroizi. A fost descoperit pe 15 septembrie 2007 la Taunus de Erwin Schwab și Rainer Kling. Asteroidul prezintă o orbită caracterizată de o semiaxă mare de 2,74 ua, o excentricitate de 0,05 și o înclinație de 16,4° în raport cu ecliptica.